# Ctenolepisma targionii
Ctenolepisma targionii är en insektsart som först beskrevs av Giovanni Battista Grassi och Rovelli 1889.  Ctenolepisma targionii ingår i släktet Ctenolepisma och familjen silverborstsvansar. Inga underarter finns listade i Catalogue of Life.